# روضة المحبين ونزهة المشتاقين
روضة المحبين ونزهة المشتاقين هو كتاب من تأليف الشيخ ابن قيم الجوزية.

## مؤلف الكتاب
شمس الدين أبو عبد الله محمد بن أبي بكر بن أيوب بن سعد بن حريز بن مكي زيد الدين الزُّرعي ثم الدمشقي الحنبلي الشهير بابن قيّم الجوزية (691 هـ - 751 هـ / 1292م - 1349م) من علماء المسلمين في القرن الثامن الهجري وصاحب المؤلفات العديدة، عاش في دمشق ودرس على يد ابن تيمية الدمشقي ولازمه قرابة 16 عاما وتأثر به. وسجن في قلعة دمشق في أيام سجن ابن تيمية وخرج بعد أن توفى شيخه عام 728 هـ.

## محتوى الكتاب
موضوع الكتاب في الحب، وتجمع الأحاديث والآثار في هذا الباب، وقد جعله المؤلف في تسعة وعشرين بابا، وقدم لها بمقدمة جيدة ذكر فيها الغرض من تأليف الكتاب ومنهجه فيه، وسرد أبوابه، ووصفه بقوله : ( هذا الكتاب يصلح لسائر طبقات الناس ، فانه يصلح عونا على الدين وعلى الدنيا، ومرقاة للذة العاجلة ولذة العقبى ، وفيه من ذكر أقسام المحبة و حكامها ومتعلقاتها، وصحيحها وفاسدها، وافا تها وغوائلها، و سبابها وموانعها، وما يناسب ذلك من نكت تفسيرية، وأحاديث نبوية، ومسائل فقهية، وآثار سلفية، وشواهد شعرية، ووقائع كونية، ما يكون ممتعا لقارئه، مروحا للناظر فيه. فمان شاء أوسعه جدا وأعطاه ترغيبا وترهيبا، وإن شاء أخذ من هزله وملحه نصيبا، فتارة يضحكه وتارة يبكيه، وطوراً يبعده من أسباب اللذة الفانية، وطوراً يرغبه فيها ويدنيه . فان شئت وجدته واعظاً ناصحاً، وإن شئت وجدته بنصيبك من اللذة والشهوة ووصل الحبيب مسامحاً).

## تاريخ تأليفه
لم يذكر ابن القيم هذا الكتاب في مؤلفاتهِ الأخرى، ولعله ألفهُ في أواخر حياته.